# Tarroja de Segarra
Tarroja de Segarra – gmina w Hiszpanii, w prowincji Lleida, w Katalonii, o powierzchni 7,81 km². W 2011 roku gmina liczyła 173 mieszkańców.